# Anima del mondo

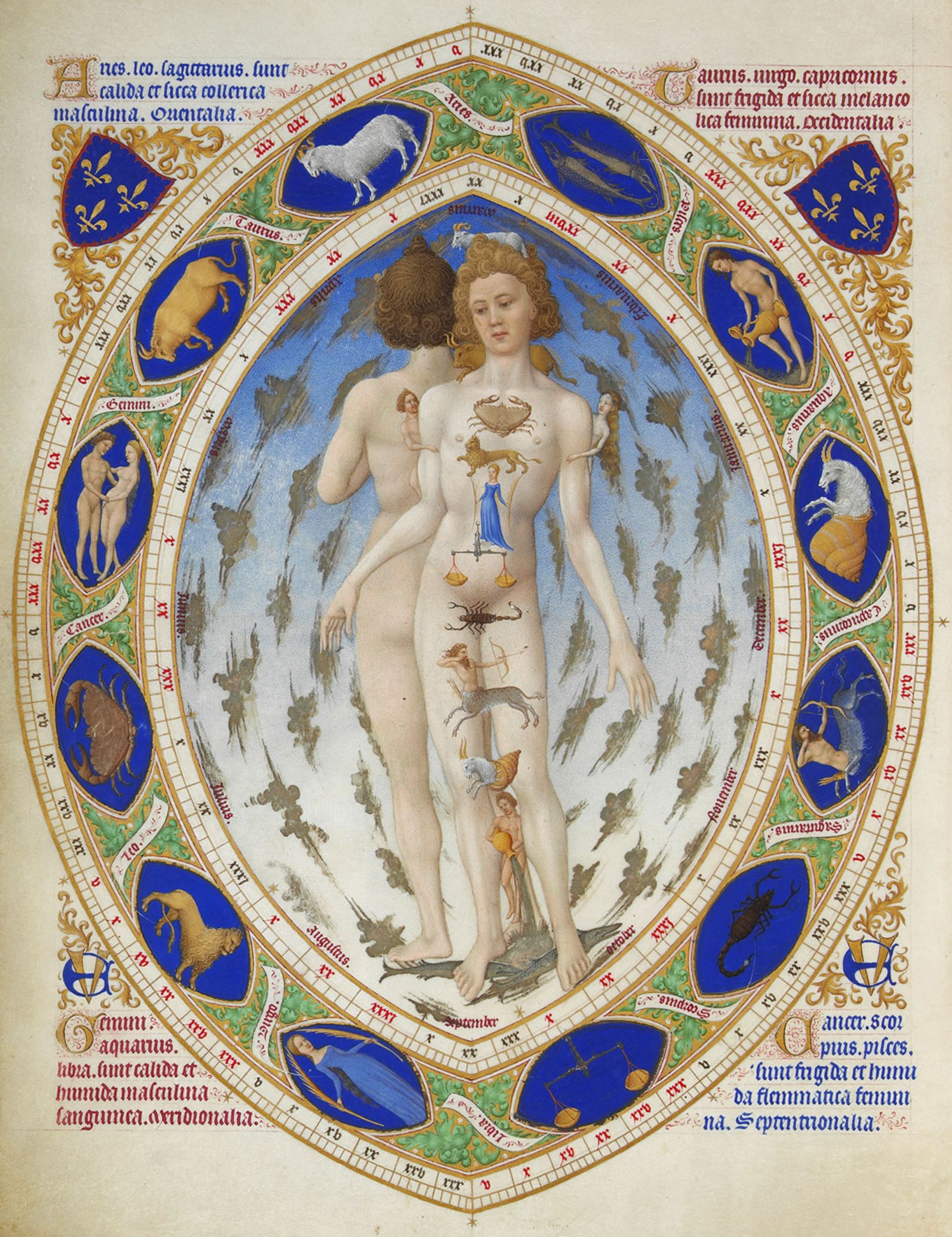
L'individuo zodiacale in cui si riflette il macrocosmo secondo l'astrologia rinascimentale

L'Anima del mondo (nota anche in latino come Anima Mundi) è un termine filosofico usato dai platonici per indicare la vitalità della natura nella sua totalità, assimilata a un unico organismo vivente. Rappresenta il principio unificante da cui prendono forma i singoli organismi, i quali, pur articolandosi e differenziandosi ognuno secondo le proprie specificità individuali, risultano tuttavia legati tra loro da una tale comune Anima universale.

## Descrizione generale
Questa concezione sembra essere nata sin dagli albori dell'umanità, e pur essendo di origine essenzialmente orientale, fu un tratto caratteristico del paganesimo o delle religioni animiste, secondo cui ogni realtà, anche apparentemente inanimata, contiene una presenza spirituale, collegata all'anima del tutto. Nel politeismo le divinità erano proprio espressioni personificate di queste forze o energie della natura, e concepite ad essa immanenti. L'Anima Mundi la si ritrova poi essenzialmente nelle più svariate espressioni del misticismo.
Si tratta di un concetto antitetico al meccanicismo: per quest'ultimo gli organismi sono il risultato della combinazione di più parti, originariamente separate tra loro, che unendosi accidentalmente costruiscono l'essere vivente. Questa teoria, nota come atomismo, era apparsa per la prima volta in Democrito, secondo cui tutta la realtà risulta composta di atomi, soggetti a leggi di causa-effetto; l'anima secondo Democrito non esiste, o meglio è qualcosa di puramente materiale, soggetta al divenire e alla morte. Questo determinismo meccanicista venne ripreso in età moderna da Newton e dall'empirismo anglo-sassone.
Rispetto a tale concezione, il modo di procedere dell'Anima del mondo risulta invece rovesciato: secondo i neoplatonici la vita non opera assemblando singole parti fino ad arrivare agli organismi più evoluti e intelligenti, ma al contrario parte da un principio unitario e intelligente da cui prendono forma le piante, gli animali, e gli esseri umani. È da questo principio universale che è possibile comprendere i singoli elementi della natura, non viceversa. Secondo il neoplatonismo, cioè, mentre su un piano materiale la vita procede orizzontalmente dagli esseri inferiori fino a quelli più evoluti, sul piano della coscienza l'intelligenza precede la materia, in un senso per così dire perpendicolare rispetto ad essa, dall'alto verso il basso.

## L'Anima Mundiin Occidente
Platone nel Timeo, dialogo cosmologico, fu tra i primi a parlare di un'anima universale, ereditando questo concetto da tradizioni orientali, orfiche e pitagoriche. Secondo Platone il mondo è una sorta di grande animale, la cui vitalità generale è supportata da quest'anima, infusagli dal Demiurgo, che lo plasma a partire dai quattro elementi fondamentali: fuoco, terra, aria, acqua.
(Platone, Timeo, cap. VI, 30b – 30c)
Platone si oppose duramente alla visione atomista di Democrito, al punto da voler ridurre in cenere i suoi scritti. Fu tuttavia dissuaso dai pitagorici Amicla e Clinia, secondo cui distruggerli non sarebbe servito a nulla, essendo le opere di Democrito già ampiamente in circolazione. Tale episodio testimonia quanto fosse aspra nell'antica Grecia la polemica tra idealisti e materialisti.
Il concetto di Anima del mondo trovò in seguito un corrispettivo nel Logos dello stoicismo, concepito in forma immanente come presenza del divino nelle vicende del mondo, ossia come συν-παθεία (syn-pathèia), sentimento di compassione che unifica la sfera soprannaturale con quella umana; in virtù di essa qualsiasi evento, anche minimo, si ripercuote su ogni altro. Venne poi fatto proprio da esponenti delle correnti gnostiche, esoteriche ed ermetiche del periodo ellenistico.
Divenne infine un tema centrale nel sistema filosofico di Plotino, da questi identificata con la terza ipostasi nel processo di emanazione dall'Uno. L'Anima era da lui concepita con una doppia natura: per un verso essa è rivolta verso l'intelligibile, per un altro guarda verso il basso, cioè verso il mondo, disperdendosi nella molteplicità delle anime individuali (contaminate dalla materia), andando a costituire il loro fondamento vitale.
(Plotino, Enneadi, IV, 4, 32)
Platone nel Timeo descriveva il Logos attribuendogli una forma a X con cui risultava disposto ogni elemento dell'Anima del mondo. Prima che dal cristianesimo, del resto, la croce era simbolo utilizzato anche nel paganesimo, come emblema del macrocosmo riflesso nel microcosmo. Per Giustino l'immagine di Platone precorreva quella della croce di Cristo, e così altri cristiani della Chiesa primitiva raffigureranno l'Anima Mundi in posa crocifissa, assegnando alla croce una funzione accentratrice e riassuntiva del cosmo.
Secondo Plotino, il semplice è ciò che sta alla base della vita. Un essere vivente non può essere assimilato a un assemblaggio di più parti, perché se venisse spezzato morirebbe: se anche lo si ricomponesse, questo non gli ridarebbe la vita. Ciò avviene perché l'anima di un organismo è più di tutte le sue parti messe insieme: ogni organismo è un'unità, una totalità indivisibile, qualcosa di straordinariamente semplice pur essendo a prima vista composto. Questo "semplice" che sta alla base del composto non può essere un'entità materiale, perché qualunque oggetto esteso spazialmente può essere pensato diviso a metà, quand'anche non lo si riesca realmente a spezzare. Anche gli atomi non possono costituire il principio primo perché sono a loro volta potenzialmente divisibili. La vita dunque, secondo Plotino, nasce non da combinazioni atomiche ad essa esterne, ma da un principio interiore, semplice, e immateriale: appunto l'anima. La molteplicità di anime presenti nel mondo è a sua volta comprensibile solo ammettendo che tutte abbiano una comune origine. Secondo logica, infatti, non possono esistere più "Uno", perché in tal caso non sarebbero più Uno ma molti. L'Unità che sta a fondamento delle anime deve essere dunque la stessa per tutte. Questa unità è l'Anima del mondo, la quale a sua volta si fa veicolo delle idee platoniche negli organismi, andando a costituire la loro ragione formante o logos, in maniera simile ai caratteri genetici di un individuo (o al concetto aristotelico di entelechia).
(Plotino, Enneadi, IV, 4, 45)
Tutto il sistema plotiniano trovava infine piena organicità nel postulare l'Uno assoluto, al di là delle stesse Idee. A tale principio trascendente e ineffabile, non spiegabile a parole, ci si può ricongiungere solo nell'estasi mistica.
Nonostante la sua visione monistica, nell'Anima del mondo postulata da Plotino (e fatta propria dai successivi filosofi neoplatonici) sussistevano le divinità del politeismo pagano, proprie della mitologia greca, le quali non erano viste in contrasto con l'Uno, essendo in fondo espressione di una medesima natura. L'Uno restava in sé trascendente, mentre le singole divinità erano concepite come forze immanenti al creato e partecipi della stessa Anima del mondo.

### Nel Medioevo
La dottrina plotiniana, una volta depurata da questo aspetto pagano, poté facilmente essere assorbita dal Cristianesimo, il quale analogamente, partendo da una visione spirituale della realtà, vedeva l'origine della vita in un principio unitario e intelligente. A differenza di Plotino, però, secondo cui l'Anima genera esseri simili a sé in maniera inconsapevole, fino a disperdere la propria energia vitale fino agli organismi via via inferiori e meno evoluti, il Cristianesimo la vede in un'ottica finalistica e creazionista. Anche la concezione cristiana tuttavia rimane radicalmente antitetica al meccanicismo: nella Bibbia l'essere umano, il più evoluto dei viventi, è creato a immagine e somiglianza di Dio stesso. All'origine dunque non c'è la materia ma lo spirito; la vita può andare dagli organismi inferiori fino a quelli più intelligenti essendo già in essa contenuta tale intelligenza. Il principio che più si avvicinava a quello dell'Anima Mundi era lo Spirito Santo (concepito però non in forma vacua, ma come vera e propria Persona, la terza della Trinità), in quanto soffio vitale che spira dove vuole in piena autonomia. L'aspetto vitalistico del mondo sembra peraltro emergere dai Vangeli, là dove Gesù si rivolge agli elementi della natura, ad esempio gli alberi o il vento, come entità coscienti che a lui obbediscono.
Dopo una sua assimilazione al principio materno della divina Sophia da parte degli gnostici, la centralità dell'Anima Mundi permeò in particolare l'agostinismo, soprattutto in seguito al commentario del Timeo di Platone operato da Calcidio, che le attribuiva una «natura razionale incorporea». Se ne trovano cenni in Boezio, Dionigi l'Areopagita e Giovanni Scoto Eriugena. Nel XII secolo Pietro Abelardo la identificò esplicitamente con lo Spirito Santo. Divenne quindi un tema ampiamente sviluppato dai maestri della scuola di Chartres, come Teodorico e Guglielmo di Conches, i quali ammisero l'immanenza dello spirito nella Natura, concependo quest'ultima come una totalità organica e indipendente, oggetto di studi separati rispetto alla teologia. Dio, secondo Guglielmo, si era limitato a dare l'avvio alla creazione, dopodiché tutta l'evoluzione dei processi naturali andava spiegata sulla base di principi interamente fisici, che egli individuava nell'azione combinata dei quattro elementi (fuoco, terra, aria, acqua), senza bisogno che Dio intervenisse più.
(Guglielmo di Conches, Glosse al Timeo di Platone)
Ammettendo quindi l'immanenza dell'Anima Universale nella Natura, i filosofi di Chartres si avviavano verso una visione panteistica del creato, pervasa dal principio femminile di una Grande Madre in cui si rinvenivano i tratti della Vergine Maria. Contemporaneamente anche Tommaso d'Aquino parlava di un'Anima Mundi, causa della Natura, che derivava "post aeternitatem" dalle Intelligenze (sussistenti "cum aeternitate"), le quali a loro volta discendevano dall'Uno o Bene, causa prima "ante aeternitatem". Nell'opera di Tommaso, che sull'argomento dedicò un trattato all'alchimia, l'attenzione rivolta agli aspetti vitali del mondo fisico resta comunque collocata entro una visione trascendente di Dio.

### Nel Rinascimento

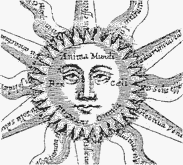
Una stampa rinascimentale, che assimila il sole all'Anima del mondo

Nel Rinascimento, durante il quale si assistette a una nuova stagione del neoplatonismo, la nozione di Anima Mundi godette di particolare fortuna, legandosi agli elementi magici, alchemici ed ermetici propri della filosofia rinascimentale, collegati all'attività di personaggi come Marsilio Ficino e Pico della Mirandola. Si andava alla ricerca della pietra filosofale, per produrre la quale era necessaria la disponibilità del grande Agente universale, o appunto Anima del mondo, altrimenti detta «Azoto», acronimo cabalistico che indicava la Luce astrale divina di cui ogni elemento della realtà si riteneva fosse permeato.
L'intero universo era allora concepito come un organismo vivente, popolato da presenze o da forze vitali. La visione neoplatonica, unita a quella cristiana, consentiva di vedere organicamente congiunti tutti i diversi campi del reale in virtù dell'amore che Dio irradia nel cosmo vivificandolo. L'amore di Dio era posto così a fondamento non solo della vita ma anche dell'ordine geometrico del mondo. La concordanza tra spirito e materia, eventi celesti ed eventi terreni, in quanto espressioni di un medesimo principio vitale, portò a una maggiore fiducia nell'astrologia e nella possibilità di predire il futuro tramite gli oroscopi. Questi erano concepiti al servizio di un essere umano che guarda al futuro e intende ora intervenire attivamente nel corso degli eventi per mutarli.
(Marsilio Ficino, De vita, Biblioteca dell'Immagine, Pordenone 1991, III: De vita coelitus comparanda, 1, p. 207)
In questo clima culturale riemersero in alcuni casi, sotto certi aspetti, nuove tendenze paganeggianti. La concezione animista e immanente dello spirito poté tuttavia facilmente convivere con l'aspetto trascendente del Dio cristiano, sostituendo alle divinità pagane (inaccettabili per una religione monoteista) delle creature intermedie, come gli angeli o i santi protettori, preposti ognuno alla "giurisdizione" di un particolare aspetto o elemento della realtà, che risulta così da essi tutta animata.
Nel Cinquecento, il concetto vitalistico dell'Anima del mondo affiorò soprattutto in Giordano Bruno, il quale concepì Dio talmente immanente alla natura fino a identificarlo in toto con quest'ultima (panteismo); e in Tommaso Campanella, secondo cui tutti gli elementi della realtà sono senzienti, ovvero hanno una coscienza (sensismo). Nei secoli successivi, pur restando latente, esso venne tuttavia ostacolato dal diffondersi del meccanicismo e della scienza newtoniana. A questa si oppose nel Settecento soprattutto Goethe.

### Dal Romanticismo al Novecento

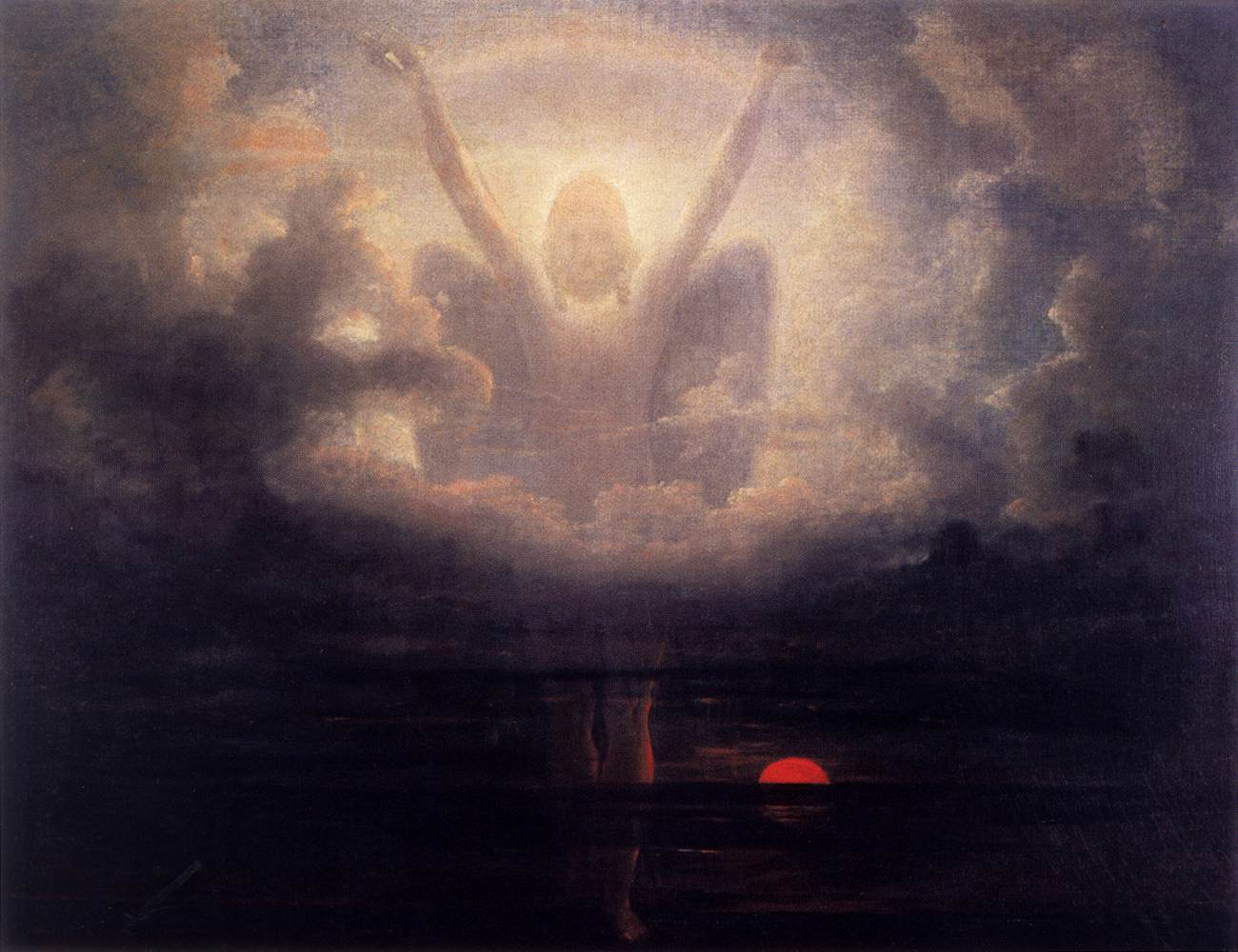
Dipinto di Francis Danby (1829)

Il concetto di Anima del mondo riemerse quindi nuovamente durante il Romanticismo, in Germania. In particolare Schelling riprese la concezione neoplatonica che vede il principio intelligente presente già nella natura in forme embrionali o potenziali. La natura, per Schelling, è un'«intelligenza sopita», uno «spirito in potenza». La natura non potrebbe evolversi fino all'essere umano se non avesse già dentro di sé lo spirito divino. Gli organismi inferiori sono solo limitazioni o aspetti minori dell'unico organismo universale che nell'essere umano trova piena realizzazione. L'Anima del mondo (Weltseele) diventa infatti pienamente autocosciente soltanto nell'essere umano, che rappresenta così il vertice, il punto di passaggio dalla natura verso Dio, che in essa si riflette. Nella natura è presente dunque un evoluzionismo, un'intenzionalità finalistica, che si specifica in organismi via via più complessi a partire però da un principio semplice e assolutamente unitario.
Anche Schopenhauer, pur senza rendersene conto, utilizzò lo stesso concetto neoplatonico di Anima Mundi. Per lui infatti le singole anime degli individui sono espressione di un'unica Volontà di vita, che opera tuttavia in maniera inconsapevole, e solo nell'essere umano può diventare cosciente di sé. Mentre in apparenza l'io individuale è separato dagli altri ed è spinto perciò verso un agire egoistico, al di sotto del velo di maya le anime sono in realtà tutte unite a formare una sola grande Anima.
Ancora in Bergson (filosofo del primo Novecento) il vitalismo venne contrapposto al meccanicismo. Bergson torna infatti ad affermare che la vita biologica, come del resto la coscienza, non è un semplice aggregato di elementi composti, riproducibile magari artificialmente. La vita invece è una continua e incessante creazione che nasce da un principio assolutamente semplice, non rieseguibile deliberatamente, né componibile a partire da nient'altro.
Sempre nel Novecento, il concetto di Anima del mondo è rintracciabile nel dannunzianesimo, dove prevale l'anelito all'unione panica con l'universo tramite la ricerca estetica e sensuale del bello. William Butler Yeats ne parla nelle sue Autobiografie come "visione", ossia una «memoria indipendente dalle memorie incarnate negli individui». Riemerse ancora in Carl Gustav Jung, nella nozione di inconscio collettivo. In seguito, lo si ritrova sotto certi aspetti nel fenomeno della new Age.

## Ebraismo
Nella tradizione ebraica, soprattutto nella Qabbalah, dove sono molte le concezioni affini a quelle filosofiche, anche Chaim Luzzatto si riferisce all'Anima Mundi nel suo testo Derech haShem illustrando la teoria del complesso di perfezionamento a cui le anime giungono dopo la morte, ormai slegate dal corpo: in questa condizione l'anima aderisce con maggior perfezione a Dio, giungendo senza i limiti della corporeità e della materialità alla spiritualità più pura, semplice e vera.
Chaim Luzzatto allude con ciò al Gan Eden, detto anche Mondo futuro, corrispettivo messianico dell'Anima Mundi, o più in generale all'Aldilá. Precisando comunque che l'essere umano deve perfezionarsi già in questo mondo, seppur in vista di quello spirituale da venire, egli accenna alla concezione profetica della resurrezione dei morti nell'era messianica quando anima e corpo vivranno tale perfezionamento in modo chiaro e spontaneo; ciò varrà soprattutto per gli Zaddiqim.

## Nelle religioni orientali
Parallelamente alle forme con cui si è presentato in Occidente, il concetto di Anima del mondo si è sviluppato in maniera simile anche in Oriente, presso le religioni asiatiche come l'induismo, il buddhismo e il taoismo, dove analogamente prevale l'idea che l'universo sia animato da una forza compatta e unitaria: per l'induismo e le scuole ortodosse della filosofia indiana esso è l'Ātman, principio del Sé individuale e interiore, unito indissolubilmente a Brahman, principio del mondo esteriore. In Cina è il Tao, attività unificatrice del dualismo cosmico yin e yang nel quale essa stessa si polarizza, articolandosi secondo una visione armonica e organica dell'universo.
Secondo il buddismo, in particolare, l'ego che separa le anime individuali (Atman) è in realtà illusorio, perché al fondo esse sono una realtà sola; da qui la raccomandazione di esercitare la compassione, tramite cui è possibile riconoscere se stessi negli altri. Non si parla propriamente di un ricongiungimento con l'Anima cosmica (ishvara), bensì di un annullamento nel nirvana accostabile all'estasi.